# Emancipation (album)
Emancipation is het negentiende album van Prince (toen gekend als O(+>) uit 1996. Het is een drievoudige set. Het album heeft een duur van exact drie uur. Iedere plaat bevat 12 nummers en duurt exact een uur.

## Algemeen
De titel slaat op de verlossing van zijn contract met Warner Bros, met wie hij een geschil had. 
Het album werd door zowel recensenten als fans verschillend beoordeeld. De meerderheid vond dat het een beter album zou zijn geweest wanneer het was ingekort tot één of twee cd's. Ook waren veel fans teleurgesteld over de gekozen nummers. Ook al behoorde het album niet tot zijn bestverkochte albums, wereldwijd werden er toch twee miljoen exemplaren van verkocht. De bijbehorende Love 4 One Another Tour en de daarop volgende Jam of The Year Tour waren een groots succes.

## Nummers

### Disc I
| Nr. | Titel                      | Duur |
| --- | -------------------------- | ---- |
| 1.  | Jam of The Year            | 6:09 |
| 2.  | Right Back Here In My Arms | 4:43 |
| 3.  | Somebody's Somebody        | 4:43 |
| 4.  | Get Yo Groove On           | 6:31 |
| 5.  | Courtin' Time              | 2:46 |
| 6.  | Betcha By Golly Wow!       | 3:31 |
| 7.  | We Gets Up                 | 4:18 |
| 8.  | White Mansion              | 4:47 |
| 9.  | Damned If Eye Do           | 5:21 |
| 10. | Eye Can't Make U Love Me   | 6:37 |
| 11. | Mr.Happy                   | 4:46 |
| 12. | In This Bed Eye Scream     | 5:40 |

### Disc II
| Nr. | Titel                              | Duur |
| --- | ---------------------------------- | ---- |
| 1.  | Sex In the Summer                  | 5:57 |
| 2.  | One Kiss at a Time                 | 4:41 |
| 3.  | Soul Sanctuary                     | 4:41 |
| 4.  | Emale                              | 3:38 |
| 5.  | Curious Child                      | 2:47 |
| 6.  | Dreamin' About U                   | 3:52 |
| 7.  | Joint 2 Joint                      | 7:52 |
| 8.  | The Holy River                     | 6:55 |
| 9.  | Let's Have a Baby                  | 4:07 |
| 10. | Saviour                            | 5:48 |
| 11. | The Plan                           | 1:47 |
| 12. | Friend, Lover, Sister, Mother/Wife | 7:37 |

### Disc III
| Nr. | Titel                       | Duur |
| --- | --------------------------- | ---- |
| 1.  | Slave                       | 4:51 |
| 2.  | New World                   | 3:43 |
| 3.  | The Human Body              | 5:40 |
| 4.  | Face Down                   | 3:17 |
| 5.  | La, La, La Means Eye Love U | 3:59 |
| 6.  | Style                       | 6:40 |
| 7.  | Sleep Around                | 7:42 |
| 8.  | Da, Da, Da                  | 5:15 |
| 9.  | My Computer (met Kate Bush) | 4:37 |
| 10. | One of Us                   | 5:19 |
| 11. | The Love We Make            | 4:39 |
| 12. | Emancipation                | 4:12 |

## Verlies van kind
Emancipation bleek achteraf voor Prince een groot drama te worden. Het album, dat groots werd aangekondigd door middel van een miniconcert in Paisley Park en vele andere vormen van promotie, werd al snel overschaduwd door het toen vermeende overlijden van zijn net geboren zoon. In promotionele interviews kort na deze gebeurtenis, waaronder een bij Oprah Winfrey, liet hij niets blijken van dit persoonlijke drama. Achteraf zou echter duidelijk worden dat al voor Emancipation op 16 oktober 1996 was uitgekomen, Mayte een zoon had gekregen, die echter een week later, op 23 oktober, was overleden aan de gevolgen van het syndroom van Pfeiffer, een zeldzame aangeboren schedelafwijking.
Het album zelf kreeg hierdoor ook een vreemde bijsmaak, omdat er op meerdere punten wordt gerefereerd aan de aankomende geboorte (Let's Have A Baby). Daarnaast was een groot deel van het album opgedragen aan Mayte, waarvan hij in 2000 zou scheiden. Het opvallendste was echter het nummer Sex In the Summer: de drums van dat nummer worden namelijk gevormd door de hartslagen van zijn toen nog ongeboren baby.
Prince was hoogstwaarschijnlijk daarom al snel niet meer geïnteresseerd in het project. Daarentegen was hij wel ruim twee jaar lang vrijwel constant op tournee. Ook EMI US, de maatschappij waarmee hij een distributieovereenkomst had gesloten voor Emancipation, ging failliet tijdens de promotie van het project.

## Singles
Er zijn van het drievoudige album maar drie singles getrokken; Betcha By Golly Wow!, The Holy River en het zeldzame Somebody's Somebody.
Alleen Betcha By Golly Wow! werd een kleine hit (in Nederland op nr. 31, in het Verenigd Koninkrijk op nr. 11, in de Verenigde Staten op nr. 31).
Van het hummer Face Down kwam een promo-cd-single uit.

## Covers
Emancipation was het eerste album waarop Prince enkele nummers van anderen vertolkte. Dit waren:
- Betcha By Golly Wow!, geschreven door Thomas Randolph Bell en Linda Creed, en oorspronkelijk uitgevoerd door de The Stylistics.
- Eye Can't Make U Love Me, geschreven door James Allen Shamblin II en Michael Barry Reid, en oorspronkelijk uitgevoerd door Bonnie Raitt.
- La, La, La Means Eye Love U, geschreven door Thomas Randolph Bell en William Hart, en oorspronkelijk uitgevoerd door The Delfonics.
- One of Us, geschreven door Eric M. Bazilian en oorspronkelijk uitgevoerd door Joan Osborne.